# オーム (競走馬)
オーム（Orme、1889年 - 1915年）とは、イギリスのサラブレッドの競走馬、および種牡馬である。
父はイギリス三冠馬オーモンド、母はセントサイモンの全姉アンジェリカという血統で、競走馬時代はクラシックには縁がなかったものの、エクリプスステークス連覇などの成績を残した。特に種牡馬としての成績が顕著で、イギリス三冠馬フライングフォックスなどの父となった。

## 経歴

### 出生
オームはチェスターのイートンスタッドを所有する初代ウェストミンスター公爵ヒュー・グローヴナーのもと、ニューマーケットにあるムールトンパドックで生まれた競走馬であった。
父はウェストミンスターの所有していたイギリス三冠馬オーモンドで、オームはその初年度産駒に当たる。オーモンドの父ベンドアもまたウェストミンスターの持ち馬であった。一方の母アンジェリカは未出走に終わったガロピン産駒の牝馬で、オームはその5番目の仔として生まれた。

### 幼駒時代
オームはウェストミンスター所有のもと、その父オーモンドも担当したジョン・ポーター調教師へと預けられて競走馬となった。デビュー戦は2歳になった1891年7月の末、グッドウッド競馬場で行われたリッチモンドステークスで、オームはこれに快勝、初出走を初勝利で飾った。
以後も快勝劇を繰り広げ、ミドルパークプレートやデューハーストプレートといった2歳戦の大競走に優勝、唯一古馬を相手に競走したランカシャープレートこそ半馬身差の2着に敗れるが、同年は6戦5勝で8174ポンドの賞金を稼ぎだした。

### 不遇のクラシックと復活
この圧倒的な強さに、オームは翌年のクラシック戦線の最有力候補として目されていた。しかし2000ギニーステークスの数日前になって、オームは体調が急激に悪化した。当初は歯根膿瘍が疑われたものの、対処しても体調は改善しなかった。そこで別の獣医に診断させたところ、オームが水銀中毒に侵されていることが判明し、何者かに毒を盛られた可能性が発覚した。このため春のクラシックは断念せざるを得ず、代わって僚馬ラフレッシュがダービーステークスに出走している。
厩舎総出での厚い介護により健康を取り戻し、3ヶ月後にはエクリプスステークスで競走生活への復帰を果たした。この競走でオームはオルビエトという馬をクビ差で負かして優勝、力が失われていないことを見せつけた。
翌戦のサセックスステークスも快勝し、秋になって最後のクラシックのチャンスとなったセントレジャーステークスを迎えた。スタートから先頭を確保していたものの、セントレジャーの長丁場にオームはスタミナを使い果たし、残り2ハロンというところでずるずると後退し始めた。結果、優勝したラフレッシュに大きく遅れてのゴールで着外に沈んだ。
一方で、マイルから中距離にかけての競走では依然として圧巻の強さを見せた。同年はこのほかにニューマーケット競馬場で4勝を挙げており、そのなかにはチャンピオンステークス勝ちも含まれている。そしてスウィープステークスで2着になったのを最後にこの年の競走を終えた。

### 古馬時代
オームは翌年も競走に使われ、アスコット競馬場のロウスメモリアルステークス、グッドウッド競馬場のゴードンステークスに優勝、さらにエクリプスステークスの連覇を達成した。ゴードンステークスやエクリプスステークスは、かつての同僚にしてクラシックホースのラフレッシュを破っての勝利でもあった。
しかし連覇のかかったライムキルンステークスの競走中に提靭帯を痛め、これが元で引退に至った。

## 引退後
引退後は故郷のイートンスタッドに戻り、種牡馬としての活動を始めた。滑り出しは今一つであったものの、不遇を託った父とは違って、最終的にはクラシック優勝馬3頭を出す大成功を収めた。オームは18年の間種牡馬として供用され、その間に送り出した産駒の総獲得賞金は122,568ポンドに上った。1899年にはイギリスのリーディングサイアーを獲得している。
1899年にウェストミンスターが死去すると、彼の持っていた馬の大部分は競売にかけられた。産駒のフライングフォックスなどもこれで売り払われているが、オームはウェストミンスターの遺志により牧場に留められ、その後は彼の孫である第2代ウェストミンスター公爵ヒュー・グローヴナーの所有のもとで余生を過ごした。
1912年に種牡馬を引退した。晩年は歯を悪くしたことから体調も次第に悪くなり、1915年9月17日に26歳で死亡した。遺骸はイートンスタッドの墓地の、母アンジェリカと祖父ベンドアの隣に埋葬された。

### 主な産駒
代表産駒として最初に名の挙がる馬が、1896年に生まれた牡馬フライングフォックスである。グローヴナー所有のもとで2歳時から活躍し、ついには史上8頭目のイギリスクラシック三冠馬となった。またグローヴナー没後にはエドモン・ブランに購入されてフランスに渡り、そこで種牡馬として成功、アジャックスなどを送りだした。
1904年生まれの牡馬オービーは、1907年のダービーステークスの優勝馬となった。アイルランドで種牡馬入りすると、自身の勝鞍と違って短距離からマイルで活躍する産駒を多く輩出した。代表的な産駒に、1000ギニーステークスを制したディアデム、クイーンメアリーステークスなどに勝ったフライングオーブなどの牝馬がいる。後継種牡馬のザボスとともにその父系を広く伸ばしたが、現在ではすでに絶えている。
この他の産駒として、1000ギニーステークスに優勝したウィッチエルム（1904年生・牝馬）、プリンスオブウェールズステークスなどに勝ったヴァモーズ（1905年生・牡馬）などがいる。
後継種牡馬としては上記のダービー馬2頭が枝葉を広げ、特にフライングフォックスの父系は現在のテディ系まで繋がる大きな流れを形成している。詳細はオーム系の記事も参照のこと。

## 評価

### 主な勝鞍
※当時はグループ制未導入
1891年（2歳） 6戦5勝
リッチモンドステークス、ミドルパークプレート、デューハーストプレート
2着 - ランカシャープレート
1892年（3歳）
エクリプスステークス、サセックスステークス、チャンピオンステークス、グレートフォールステークス、ライムキルンステークス、サブスクリプションステークス
2着 - スウィープステークス
1893年（4歳）
ロウスメモリアルステークス、ゴードンステークス、エクリプスステークス（連覇）

### 種牡馬成績
- 1899年 - イギリスリーディングサイアー

## 血統

### 血統表
| オームの血統（ベンドア系（エクリプス系）／Pocahontas 4x5=9.38%、 Birdcatcher 5x5=6.25%、 Voltaire 母内5x5=6.25%） | オームの血統（ベンドア系（エクリプス系）／Pocahontas 4x5=9.38%、 Birdcatcher 5x5=6.25%、 Voltaire 母内5x5=6.25%） | オームの血統（ベンドア系（エクリプス系）／Pocahontas 4x5=9.38%、 Birdcatcher 5x5=6.25%、 Voltaire 母内5x5=6.25%） | （血統表の出典）       | （血統表の出典）    |
| 父 Ormonde 1883 鹿毛 イギリス                                                                                     | 父の父Bend Or 1877 栗毛 イギリス                                                                                  | Doncaster | Stockwell              | Stockwell           |
| 父 Ormonde 1883 鹿毛 イギリス                                                                                     | 父の父Bend Or 1877 栗毛 イギリス                                                                                  | Doncaster | Marigold               |                     |
| 父 Ormonde 1883 鹿毛 イギリス                                                                                     | 父の父Bend Or 1877 栗毛 イギリス                                                                                  | Rouge Rose | Thormanby              | Thormanby           |
| 父 Ormonde 1883 鹿毛 イギリス                                                                                     | 父の父Bend Or 1877 栗毛 イギリス                                                                                  | Rouge Rose | Ellen Horne            |                     |
| 父 Ormonde 1883 鹿毛 イギリス                                                                                     | 父の母Lily Agnes 1871 鹿毛 イギリス                                                                               | Macaroni | Sweetmeat              | Sweetmeat           |
| 父 Ormonde 1883 鹿毛 イギリス                                                                                     | 父の母Lily Agnes 1871 鹿毛 イギリス                                                                               | Macaroni | Jocose                 |                     |
| 父 Ormonde 1883 鹿毛 イギリス                                                                                     | 父の母Lily Agnes 1871 鹿毛 イギリス                                                                               | Polly Agnes | The Cure               | The Cure            |
| 父 Ormonde 1883 鹿毛 イギリス                                                                                     | 父の母Lily Agnes 1871 鹿毛 イギリス                                                                               | Polly Agnes | Miss Agnes             |                     |
| 母 Angelica 1879 鹿毛 イギリス                                                                                    | 母の父Galopin 1872 鹿毛 イギリス                                                                                  | Vedette | Voltigeur              | Voltigeur           |
| 母 Angelica 1879 鹿毛 イギリス                                                                                    | 母の父Galopin 1872 鹿毛 イギリス                                                                                  | Vedette | Mrs. Ridgway           |                     |
| 母 Angelica 1879 鹿毛 イギリス                                                                                    | 母の父Galopin 1872 鹿毛 イギリス                                                                                  | Flying Duchess | The Flying Dutchman    | The Flying Dutchman |
| 母 Angelica 1879 鹿毛 イギリス                                                                                    | 母の父Galopin 1872 鹿毛 イギリス                                                                                  | Flying Duchess | Merope                 |                     |
| 母 Angelica 1879 鹿毛 イギリス                                                                                    | 母の母St. Angela 1865 鹿毛 イギリス                                                                               | King Tom | Harkaway               | Harkaway            |
| 母 Angelica 1879 鹿毛 イギリス                                                                                    | 母の母St. Angela 1865 鹿毛 イギリス                                                                               | King Tom | Pocahontas             |                     |
| 母 Angelica 1879 鹿毛 イギリス                                                                                    | 母の母St. Angela 1865 鹿毛 イギリス                                                                               | Adeline | Ion                    | Ion                 |
| 母 Angelica 1879 鹿毛 イギリス                                                                                    | 母の母St. Angela 1865 鹿毛 イギリス                                                                               | Adeline | Little Fairy F-No.11-c |                     |

### 母について
母アンジェリカ(1879年生)は未出走馬で、セントサイモン(1881年生)の全姉であった。全弟セントサイモンと同じくハンガリーのオーナーブリーダーバッチャーニ・グスターフによって生産された競走馬であった。1880年にイヤリングセールに出品され、50ギニーでテイラー・シャープという人物に購入された。同氏のもとで繁殖入りし、2頭の牝馬を産んでいる。
1886年、6歳のときにアンジェリカは再び売りに出され、これをウェストミンスターが購入した。このとき身籠っていた産駒はブルーグリーンと名付けられ、後にクリテリオンステークス（6ハロン）とクイーンアレクサンドラステークス（約22ハロン）の2競走を制している。